# ألفة القني
ألفة القني هي لاعبة كرة طاولة تونسية معتزلة وُلدت في 6 يناير 1988، ومثلت تونس في دورة الألعاب الأولمبية الصيفية عام 2004، قبل اعتزالها اللعب، واحتراف التدريب حيث دربت منتخب قطر لكرة الطاولة للشبلات تحت 15 سنة.

## المشاركات والميداليات
شاركت ألفة القني في عام 2004 في دورة الألعاب الأولمبية الصيفية التي أقيمت بمدينة أثينا في اليونان، ولكنها خرجت من البطولة ولم تتأهل للأدوار النهائية. ويوضح الجدول التالي أهم المُسابقات والبطولات التي شاركت فيها ألفة القني، وأبرز الميداليات والألقاب التي حققتها في البطولات والمسابقات المختلفة:
| العام | المسابقة                        | المكان         | المنافسات             | الترتيب/الميدالية                | ملاحظات |
| ----- | ------------------------------- | -------------- | --------------------- | -------------------------------- | --- |
| 2004  | دورة الألعاب الأولمبية الصيفية  | أثينا، اليونان | منافسات الفرق للسيدات |                                  | |
| 2012  | كأس الاتحاد العربي لكرة الطاولة |                | منافسات زوجي السيدات  | المركز الأول (الميدالية الذهبية) | احتلت المركز الأول برفقة مواطنتها صفاء السعيداني بعدما تغلبتا على الثنائي الأردني تاتيانا النجار وياسمين السيد بنتيجة 3-0 |